# Malhador
Malhador is een gemeente in de Braziliaanse deelstaat Sergipe. De gemeente telt 12.124 inwoners (schatting 2009).